# تاج ماه
تاج‌ماه قطعه الماسی است که بعد از دریای نور، در میان جواهرات سلطنتی خودنمایی می‌کند. این سنگ سفید و خوش آب و رنگ بادامی شکل ۱۱۲ قیراط وزن دارد و در زمان سلطنت فتحعلی شاه قاجار در وسط بازوبند سلطنتی بازوی چپ قرار داشت. اما بعدها به صورت دکمه یا بر روی سینه یا پیش کلاه نصب می‌شد و اینک به صورت پیاده در موزه جواهرات ملی ایران نگه‌داری می‌شود.